# Port-Royal (Montherlant)
Pour les articles homonymes, voir Port-Royal.
Port-Royal est une pièce de théâtre d'Henry de Montherlant, parue en 1954 et représentée pour la première fois le 8 décembre 1954 à la Comédie-Française.

## Intrigue
Dans les années 1660, les Jansénistes prenaient le christianisme « trop au sérieux », et n’aimaient pas les « demi-chrétiens » comme dit l'une des religieuses. Parmi elles figure la Sœur Angélique de Saint Jean, ancienne maîtresse des novices, admirée par la toute jeune Sœur Françoise qui cherche auprès d’elle du réconfort au moment où certaines nonnes vont trahir. Parce qu’elle a décidé de se soumettre aux autorités religieuses et temporelles, actuelles et à venir, Sœur Flavie a dénoncé les futures proscrites et Angélique sait le dur sort de recluse qui l’attend. Est-il concevable d’être sous « l’aile du pouvoir » et non pas « sous l’aile de Jésus-Christ », ne peut-on ressourcer sa foi dans le mysticisme qui permet de la vivre ? Cette «œuvre quasiment tout intérieure» pose bien d’autres questions encore, mais comporte des épisodes touchants montrant ces dames de Port Royal « tributaires du siècle ». Au moment de la quitter, Sœur Angélique dit adieu à sa Sœur Françoise qui lui promet de demeurer fidèle : « On n’est jamais seule quand on a la foi ». Sœur Angélique conclut : « La nuit passera et la vérité de Dieu demeurera ».

## Bibliophilie
Les Éditions Henri Lefevre ont publié en 1954 Port-Royal enrichi de lithographies de René Aubert.

## Pièces
Françoise est jouée par Renée Faure en 1955, par Claude Jade en 1977 et par Isabelle Adjani en 1973

## Adaptations à la télévision
- 1960 :  Port-Royal, réalisation de Jean Vernier, d'après la pièce homonyme d'Henry de Montherlant par la Comédie-Française (DVD : Éditions Montparnasse)